# Lotte Koch
Lotte Koch, född 9 mars 1913 i Bryssel, Belgien, död maj 2013 i Unterhaching, Tyskland, var en tysk skådespelare. Koch medverkade i lite över 20 tyska långfilmer under åren 1936-1953. I flera var hon huvudrollsinnehavare. Hon gjorde ett sista inhopp framför kameran 1972 i TV-serien Motiv Liebe.

## Filmografi, urval
- 1940 – En drottnings hjärta
- 1942 – Musikens vagabond
- 1942 – Folket vid floden
- 1944 – Die schwarze Robe
- 1947 – ... und über uns der Himmel
- 1948 – Morituri
- 1949 – Madonna in Ketten